# 伊瓦奇夫
49°46′8″N 25°5′23″E / 49.76889°N 25.08972°E
伊瓦奇夫（烏克蘭語：Івачів），是烏克蘭的村落，位於該國西部捷爾諾波爾州，由捷尔诺波尔区負責管轄，處於斯特里帕河畔，始建於1834年，面積1.18平方公里，2001年人口290。